# جام رئیس دولت امارات
جام رئیس دولت امارات (به عربی: كأس رئيس دولة الإمارات) یک جام فوتبال است که همان جام حذفی است در کشور امارات برگزار می‌شود. این مسابقات به صورت حذفی برگزار می‌شوند. دور نخست این بازی‌ها از فصل ۷۵–۱۹۷۴ آغاز شد.

## برندگان
| #  | فصل     | قهرمان                                    | نایب قهرمان                               | نتیجهٔ فینال                               |
| -- | ------- | ----------------------------------------- | ----------------------------------------- | ----------------------------------------- |
| ۱  | ۱۹۷۴–۷۵ | الاهلی                                    | النصر                                     | ۲–۰                                       |
|    | ۱۹۷۵–۷۶ | به پایان نرسید                            | به پایان نرسید                            | به پایان نرسید                            |
| ۲  | ۱۹۷۶–۷۷ | الاهلی                                    |                                           |                                           |
|    | ۱۹۷۷–۷۸ | به پایان نرسید                            | به پایان نرسید                            | به پایان نرسید                            |
| ۳  | ۱۹۷۸–۷۹ | الشارجه                                   |                                           |                                           |
| ۴  | ۱۹۷۹–۸۰ | الشارجه                                   |                                           |                                           |
| ۵  | ۱۹۸۰–۸۱ | الشباب                                    |                                           |                                           |
| ۶  | ۱۹۸۱–۸۲ | الشارجه                                   |                                           |                                           |
| ۷  | ۱۹۸۲–۸۳ | الشارجه                                   |                                           |                                           |
| ۸  | ۱۹۸۳–۸۴ | عجمان                                     | النصر                                     | ۱–۰                                       |
| ۹  | ۱۹۸۴–۸۵ | النصر                                     |                                           |                                           |
| ۱۰ | ۱۹۸۵–۸۶ | النصر                                     |                                           |                                           |
| ۱۱ | ۱۹۸۶–۸۷ | الوصل                                     |                                           |                                           |
| ۱۲ | ۱۹۸۷–۸۸ | الاهلی                                    | الشباب                                    | ۳–۲                                       |
| ۱۳ | ۱۹۸۸–۸۹ | النصر                                     |                                           |                                           |
| ۱۴ | ۱۹۸۹–۹۰ | الشباب                                    |                                           |                                           |
| ۱۵ | ۱۹۹۰–۹۱ | الشارجه                                   |                                           |                                           |
| ۱۶ | ۱۹۹۱–۹۲ | بنی یاس                                   | النصر                                     | ۲–۱ (و. ا)                                |
| ۱۷ | ۱۹۹۲–۹۳ | الشعب                                     |                                           |                                           |
| ۱۸ | ۱۹۹۳–۹۴ | الشباب                                    | العین                                     | ۱–۰                                       |
| ۱۹ | ۱۹۹۴–۹۵ | الشارجه                                   | العین                                     | ۰–۰ (و. ا، ۵–۴ پنالتی‌ها)                  |
| ۲۰ | ۱۹۹۵–۹۶ | الاهلی                                    | الوحده                                    | ۴–۱                                       |
| ۲۱ | ۱۹۹۶–۹۷ | الشباب                                    | النصر                                     | ۱–۱ (و. ا، ۵–۴ پنالتی‌ها)                  |
| ۲۲ | ۱۹۹۷–۹۸ | الشارجه                                   | الوصل                                     | ۳–۲ (گل طلایی)                            |
| ۲۳ | ۱۹۹۸–۹۹ | العین                                     | الشباب                                    | ۱–۰ (گل طلایی)                            |
| ۲۴ | ۱۹۹۹–۰۰ | الوحده                                    | الوصل                                     | ۱–۱ (و. ا، ۸–۷ پنالتی‌ها)                  |
| ۲۵ | ۲۰۰۰–۰۱ | العین                                     | الشعب                                     | ۳–۲                                       |
| ۲۶ | ۲۰۰۱–۰۲ | الاهلی                                    | الجزیره                                   | ۳–۱                                       |
| ۲۷ | ۲۰۰۲–۰۳ | الشارجه                                   | الوحده                                    | ۱–۱ (و. ا، ۶–۵ پنالتی‌ها)                  |
| ۲۸ | ۲۰۰۳–۰۴ | الاهلی                                    | الشعب                                     | ۲–۱                                       |
| ۲۹ | ۲۰۰۴–۰۵ | العین                                     | الوحده                                    | ۳–۱ (و. ا)                                |
| ۳۰ | ۲۰۰۵–۰۶ | العین                                     | الشارجه                                   | ۲–۱                                       |
| ۳۱ | ۲۰۰۶–۰۷ | الوصل                                     | العین                                     | ۴–۱                                       |
| ۳۲ | ۲۰۰۷–۰۸ | الاهلی                                    | الوصل                                     | ۲–۰                                       |
| ۳۳ | ۲۰۰۸–۰۹ | العین                                     | الشباب                                    | ۱–۰                                       |
| ۳۴ | ۲۰۰۹–۱۰ | الامارات                                  | الشباب                                    | ۳–۱                                       |
| ۳۵ | ۲۰۱۰–۱۱ | الجزیره                                   | الوحده                                    | ۴–۰                                       |
| ۳۶ | ۲۰۱۱–۱۲ | الجزیره                                   | بنی یاس                                   | ۳–۱                                       |
| ۳۷ | ۲۰۱۲–۱۳ | الاهلی                                    | الشباب                                    | ۴–۳                                       |
| ۳۸ | ۲۰۱۳–۱۴ | العین                                     | الاهلی                                    | ۱–۰                                       |
| ۳۹ | ۱۵–۲۰۱۴ | النصر                                     | الاهلی                                    | ۱–۱، ۳–۰ و. ا)                            |
| ۴۰ | ۱۶–۲۰۱۵ | الجزیره                                   | العین                                     | 1–1 (ض. پ، ۶–۵ و. ا)                      |
| ۴۱ | ۱۷–۲۰۱۶ | الوحده                                    | الوصل                                     | ۳–۰                                       |
| ۴۲ | ۱۸–۲۰۱۷ | العین                                     | الوصل                                     | ۲–۱                                       |
| ۴۳ | ۱۹–۲۰۱۸ | الاهلی                                    | الظفره                                    | ۲–۱                                       |
| ۴۴ | ۲۰–۲۰۱۹ | مسابقات به دلیل جهان‌گیری کویید-۱۹ لغو شد! | مسابقات به دلیل جهان‌گیری کویید-۱۹ لغو شد! | مسابقات به دلیل جهان‌گیری کویید-۱۹ لغو شد! |
| ۴۵ | ۲۰۲۰–۲۱ | الاهلی                                    | النصر                                     | ۲–۱                                       |

## قهرمانی باشگاه‌ها
| باشگاه      | قهرمانی |
| ----------- | ------- |
| شباب الاهلی | ۱۱      |
| الشارجه     | ۱۰      |
| العین       | ۷       |
| النصر       | ۴       |
| الجزیره     | ۳       |
| الوصل       | ۳       |
| الوحده      | ۲       |
| الشعب       | ۱       |
| بنی یاس     | ۱       |
| عجمان       | ۱       |
| الامارات    | ۱       |